# Vesele Pole, Sofiivka
Vesele Pole (în ucraineană Веселе Поле) este un sat în comuna Vodeane din raionul Sofiivka, regiunea Dnipropetrovsk, Ucraina.

## Demografie
Componența lingvistică a localității Vesele Pole
     Ucraineană (93,57%)
     Rusă (6,11%)
Conform recensământului din 2001, majoritatea populației localității Vesele Pole era vorbitoare de ucraineană (93,57%), existând în minoritate și vorbitori de rusă (6,11%).